# Londres GAA
Le London County Board of the Gaelic Athletic Association ou plus simplement London GAA (en irlandais : Cumann Lúthchleas Gael, Coiste Londain) est une sélection de sports gaéliques, et l'un des comtés extérieurs à l'Irlande participant aux compétitions inter-comtés.
Le Londres GAA est responsable de l'organisation des sports gaéliques dans la ville de Londres

## Histoire
Au début du XXe siècle, London GAA a disputé trois finales au hurling (en remportant une en 1901 face à Cork GAA) et cinq en football gaélique, à cette époque le vainqueur du All-Ireland et celui du All-Britain s'affrontaient en finale, ce format de compétition fut définitivement abandonné en 1908.
Tim Doody, originaire de Tournafulla dans le Comté de Limerick, a disputé avec Londres les finales des All-Ireland de hurling et de football durant la même journée en 1901, une performance inégalée.
À cette époque, le London GAA attire spécialement des joueurs originaires de la région de Cork, et notamment un certain Sam Maguire, originaire de Dunmanway, qui fut capitaine de l'équipe à de nombreuses reprises et deviendra l'une des figures emblématiques de la GAA,son nom sera donné après sa mort au trophée récompensant le comté vainqueur du championnat de football gaélique.

### Football gaélique
Londres intègre la Division 4 de la National Football League en 1993, et y connait ses premiers succès, achevant son premier exercice sur 2 victoires, 2 matchs nuls et 2 défaites. Toutefois, l'équipe londonienne n'est jamais parvenue à obtenir une promotion au niveau supérieur en league depuis ses débuts il y a vingt ans.
Londres participe au Championship depuis 1975 dans la province du Connacht, et jusqu'à 2013, n'était parvenu à décrocher qu'une seule victoire, en 1977 face à Leitrim (0-09/0-06).
En juin 2011, Londres passe près de l'exploit contre Mayo, ne s'inclinant qu'après une prolongation (2-10/0-19), reversés dans le tournoi de qualification, les "exiles" obtiennent cette même année, leur première victoire en championnat depuis 34 ans en dominant Fermanagh avant de tomber au tour suivant contre Waterford.
En 2013, la GAA interdit au Londres GAA de venir disputer ses matchs de préparation en Irlande, les mettant ainsi dans une situation de désavantage clair par rapport aux autres comtés disputant le championnat.
Malgré cela, Londres obtient le 26 mai 2013, la récompense d'années de travail et de progression en éliminant Sligo d'un petit point (1-12/0-14) en quart de finale du Connacht grâce à un but décisif inscrit par Lorcan Mulvey.
Les londoniens réalisent même l'exploit de se qualifier pour la finale de la province après avoir sorti Leitrim en match à rejouer.
Ils s'inclinent logiquement et largement en finale du championnat du Connacht 2013 face à Mayo (0-10/5-11), avant de tomber face à Cavan au 4e et dernier tour du tournoi de qualification. En remportant deux matchs de championship et en atteignant la finale provinciale, Londres aura, de loin, réalisé la plus grande saison de son histoire.

### Managers successifs
(entre parenthèses, le comté d'origine des managers)
- Tom Roche - (Kerry). 1990
- Paddy Corscadden  (Longford), John McPartland  (Down). 1991
- Seamus Carr  - (Donegal). 1992
- P J McGinley - (Donegal). 1993-94
- Pat Griffin  - (Kerry). 1995-98
- Tommy McDermott  - (Donegal). 1999-2000
- Tom Roche  - (Kerry). 2001
- Iggy Donnelly  (Tyrone) /  Pat Griffin  (Kerry) / Dermot O'Brien (Laois). 2002
- Chris Lloyd  - (Longford). 2002 - 03
- John McPartland  -(Down). 2004
- Noel Dunning  - (Westmeath). 2005-10
- Paul Coggins  - (Roscommon). 2011 - à ce jour

## Palmarès

### Football gaélique
- All-Ireland Senior Football Championship:
  - Finaliste (5): 1900, 1901, 1902, 1903, 1908

- Ulster Senior Football Championship:
  - Finaliste (1): 2013

- All-Ireland Junior Football Championships: 5
  - Vainqueur (5): 1938, 1966, 1969, 1970, 1971, 1986

- McGrath Cups: 1
  - Vainqueur (1): 1988

### Hurling
- All-Ireland Senior Football Championship ::
  - Vainqueur (1): 1901,